# Ани, вземи си пушката
„Ани, вземи си пушката“ (на английски: Annie Get Your Gun) е американска филмова адаптация на мюзикъл на Ървинг Бърлин от 1950 г., базиран от живота на снайперистката Ани Оукли. Реализиран е от Metro-Goldwyn-Mayer по сценарий на Сидни Шелдън, базиран на едноименната пиеса от 1946 г. Режисиран е от Джордж Сидни. Въпреки многото проблеми с продукцията и кастинга, (Джуди Гарланд е уволнена от главната роля след месец на заснемане, конфликти с режисьора и нееднократни закъснения или неявявания за снимки) филмът печели Оскар за най-добра музика и получава други три номинации. Актрисата Бети Хътън е номинирана за Златен глобус за най-добра актриса.

## В ролите
| Актьор           | Роля                                         |
| ---------------- | -------------------------------------------- |
| Бети Хътън       | Ани Оукли                                    |
| Хауърд Кийл      | Франк Бътлър                                 |
| Луис Калхърн     | Полковник Уилям Ф. Коуди (Бъфало Бил)        |
| Кийнан Уин       | Чарли Дейвънпорт                             |
| Бенай Венута     | Доли Тейт                                    |
| Дж. Карол Найш   | Вожда Седящия Бик                            |
| Едуард Арнолд    | Поуни Бил                                    |
| Клинтън Съндбърг | Фостър Уилсън                                |
| Евелин Бересфорд | Кралица Виктория (не е посочена в надписите) |